# Herman Schell
Pour les articles homonymes, voir Schell.
 (octobre 2009).
Si vous disposez d'ouvrages ou d'articles de référence ou si vous connaissez des sites web de qualité traitant du thème abordé ici, merci de compléter l'article en donnant les références utiles à sa vérifiabilité et en les liant à la section « Notes et références ».
Herman Schell, écrit souvent Hermann, né le 28 février 1850 à Fribourg-en-Brisgau, mort le 31 mai 1906 à Wurtzbourg, est un théologien et un philosophe catholique badois.

## Biographie
Après avoir fréquenté le lycée grand-ducal à Fribourg, il entra en 1868 au séminaire de la ville et étudia à l'université de Fribourg la philosophie et la théologie, entre autres chez le professeur de dogmatique néoscholastique Constantin von Schätzler et chez Jakob Sengler, un des derniers idéalistes chrétiens. Après avoir été renvoyé du séminaire en 1870 pour des raisons de discipline, il alla à Wurtzbourg où, chez Franz Brentano (qui en 1873 devait quitter l'Église catholique), il travailla à sa thèse de philosophie intitulée Die Einheit des Seelenlebens aus den Principien der Aristotelischen Philosophie (L'unité de la vie de l'âme d'après les principes de la philosophie aristotélicienne) qu'il déposa en 1872 auprès de Jakob Sengler à Fribourg et publia en 1873. Schell était depuis son temps d'étudiant à Wurtzbourg jusqu'à sa mort un membre régulier de l'association catholique des étudiants Walhalla Würzburg.
Après son ordination le 17 août 1873, il travailla d'abord pendant six ans comme vicaire et professeur de religion à Amorbach et Obertheres. En 1879, il alla compléter ses études théologiques à Rome. Revenu en 1881, il travailla à Margetshöchheim, Dimbach et Marktheidenfeld en même temps qu'il achevait sa thèse de théologie intitulée L'Activité du Dieu trinitaire. En novembre 1883 ce travail fut reconnu comme thèse de doctorat à l'université de Tübingen et fut publié en 1885. Dès le semestre d'hiver 1884/85, il fut nommé à Wurtzbourg comme professeur sans chaire chargé de l'apologétique, de l'histoire de l'art et de l'archéologie chrétiennes. En 1888 il y devint enfin professeur titulaire d'une chaire d' apologétique et d'archéologie chrétiennes. En 1890, il assura le professorat de dogmatique et dès 1894, de théologie comparative et d'histoire de l'art chrétien.
En 1893, il présentait sa Katholische Dogmatik (Dogmatique catholique) en trois volumes, mais un appel pour une chaire de dogmatique échoua du fait d'une intervention de l'évêque.
En 1895-1896, il publia les deux premiers volumes de sa Gesamtapologetik sous le titre Die göttliche Wahrheit des Christentums (La Vérité divine du christianisme).
Ses deux ouvrages Der Katholicismus als Princip des Fortschritts (Le Catholicisme comme principe de progrès) (1897) et Die neue Zeit und der alte Glaube (Temps nouveau et vieille foi) (1898) le firent connaître au niveau international en tant que théoricien du Reformkatholizismus, mais lui valurent une mise à l'index. Schell en fut beaucoup marqué personnellement, mais il se soumit à cette décision et resta fidèle à son Église.
Entre 1901 et 1905, il publia Religion und Offenbarung, Jahwe und Christus et Christus. Das Evangelium und seine weltgeschichtliche Bedeutung. Ces ouvrages ne suscitèrent pas de critiques.
Les théologiens néoscolastiques n'en continuèrent pas moins à l'accuser de monisme, de rationalisme et de protestantisme. Ces querelles affectèrent beaucoup sa santé. Le 31 mai 1906, il mourait à l'âge de seulement 56 ans d'un arrêt du cœur.
Les thèses de Schell qui avaient été mises à l'Index ont été en grande partie reconnues depuis par le deuxième concile du Vatican.